# Nyári Sárkány Péter
Nyári Sárkány Péter (Budapest, 1951. június 11. – 2025. március 28.) magyarországi cigány képzőművész, festőművész.

## Életpályája
25 éves korában kezdett képzőművészettel foglalkozni. Képzőművészeti tevékenysége négy korszakot foglal magában. Első korszakában konstruktív játszótéri plasztikákat készített, második korszaka a holokauszt művek megalkotását foglalja magában és a liturgikus, spirituális sorozatokat, köztük az áldások sorozatot (1983-1998). Harmadik alkotói korszakát a mai napig is bővülő Táncolók, Az angyalok és Az ég emberei sorozatok jellemzik. Negyedik korszakában a cigány kulturális jelek és szimbólumok megjelenítésével foglalkozott. 2003 óta csurgatásos-pöttyözős technikával és zománcfestékkel A zenészek című sorozatát alkotja. Képeinek alapszíne ezüst, arany, fekete, erősen anyagszerű. 
A legkülönbözőbb anyagokat használja, köztük föld, agyag, üvegcserép, kő, stb. Relief-művei érzékien lebegnek a kétdimenziós festészet és a térbeli szobrászat közt. 1977 óta kiállító művész. Számos egyéni és csoportos tárlaton szerepel. 2000-2003 közt bekapcsolódott a Cigány Ház alkotótáborainak munkájába, képei ott vannak a csoportos kiállításokon is, maga is mintegy húsz kiállítást szervezett a Roma Galériában. Művei 2001 óta láthatók a Roma Parlament állandó tárlatán. A 2009-es Cigány festészet című reprezentatív albumba kilenc képét válogatták be. 2010. szeptember 14-én az album bemutatóján, az Írók Boljában Nyári Sárkány Péter is a meghívott művészek közt szerepelt.

## A 2009-es Cigány festészet című albumba beválogatott képei
- Hommage a Parin (vegyes technika, fatábla, 31x82 cm, 1994)
- Arc arcban (olaj, vegyes technika, fatábla, 42x44 cm, 1994)
- Fiúgyermek (vegyes technika, fatábla, 40x48 cm, 1996)
- Éjszakai menekülés (tempera, papír, 48x35 cm, 2001)
- Békítő áldás (olaj, farost, 80x60cm, 2002)
- Táncoló I. (olaj, vegyes technika, farost, 28x61 cm, 2002)
- Férfi (vegyes technika, fatábla, 50x55 cm, 2002)
- Zenész-szellemek I. (vegyes technika, fatábla, 60x70 cm, 2006)
- Asszony (vegyes technika, fatábla, 40x60 cm, 2006)[3]

## Képei
- Balázs János emlékére
- Kosárfonó
- Próféta
- Intés
- Emlékkép Gecser Lujzinak
- Háromkirályok
- Esernyős angyal

## Kiállításai (válogatás)
- 1979: Józsefvárosi Kiállítóterem, Budapest
- 1988: Sárkányok – játékok, Magyar Nemzeti Galéria, Budapest
- 1991: Fiatal Művészek Klubja, Budapest
- 1998: Bálint Zsidó Közösségi Ház, Budapest
- 2000: Roma Parlament Társalgó Galéria
- 2001: Újpest Galéria, Budapest
- 2008: Balázs János Galéria, Budapest
- 2012: Beszélő paletták: magyar roma képzőművészeti kiállítás, Budapest[4] (csoportos)
- 2016: Identitás kereszteződések, Budapest, G8